# Filgrastim
Filgrastim je rekombinantni, nepegilirani analog ljudskog stimulacionog faktora granulocitnih kolonija (G-CSF), koji se proizvodi koristeći bakteriju E. coli. On je bio u prodaji pod imenom Neupogen. Filgrastim sadrži 175 aminokiselinskih ostataka. Sekvenca ovog proteina je identična sa prirodnim analogom, izuzev dodatka N-terminalnog metionina koji je neophodan za izražavanje u E coli.

## Literatura
- Hardman JG, Limbird LE, Gilman AG (2001). Goodman & Gilman's The Pharmacological Basis of Therapeutics (10. изд.). New York: McGraw-Hill. ISBN 0071354697. doi:10.1036/0071422803.
- Thomas L. Lemke; David A. Williams, ур. (2007). Foye's Principles of Medicinal Chemistry (6. изд.). Baltimore: Lippincott Willams & Wilkins. ISBN 0781768799.

## Spoljašnje veze
|  | Molimo Vas, obratite pažnju na važno upozorenje u vezi sa temama iz oblasti medicine (zdravlja). |